# Than Shwe
Than Shwe, nascido em 1933, é um militar e político birmanês, que foi presidente do Conselho de Estado para a Paz e o Desenvolvimento (SPDC) e de seu país, de 10 de janeiro de 1992 até 30 de março de 2011, sendo efetivamente o ditador de Myanmar neste período. Durante essa época, ele ocupou posições-chave de poder, incluindo o cargo de comandante-chefe das Forças Armadas de Myanmar e diretor do Sindicato Solidariedade e Associação de Desenvolvimento. Em 2011, ele renunciou oficialmente ao cargo de presidente, em favor de seu sucessor escolhido democraticamente, Thein Sein.